# Dynabook

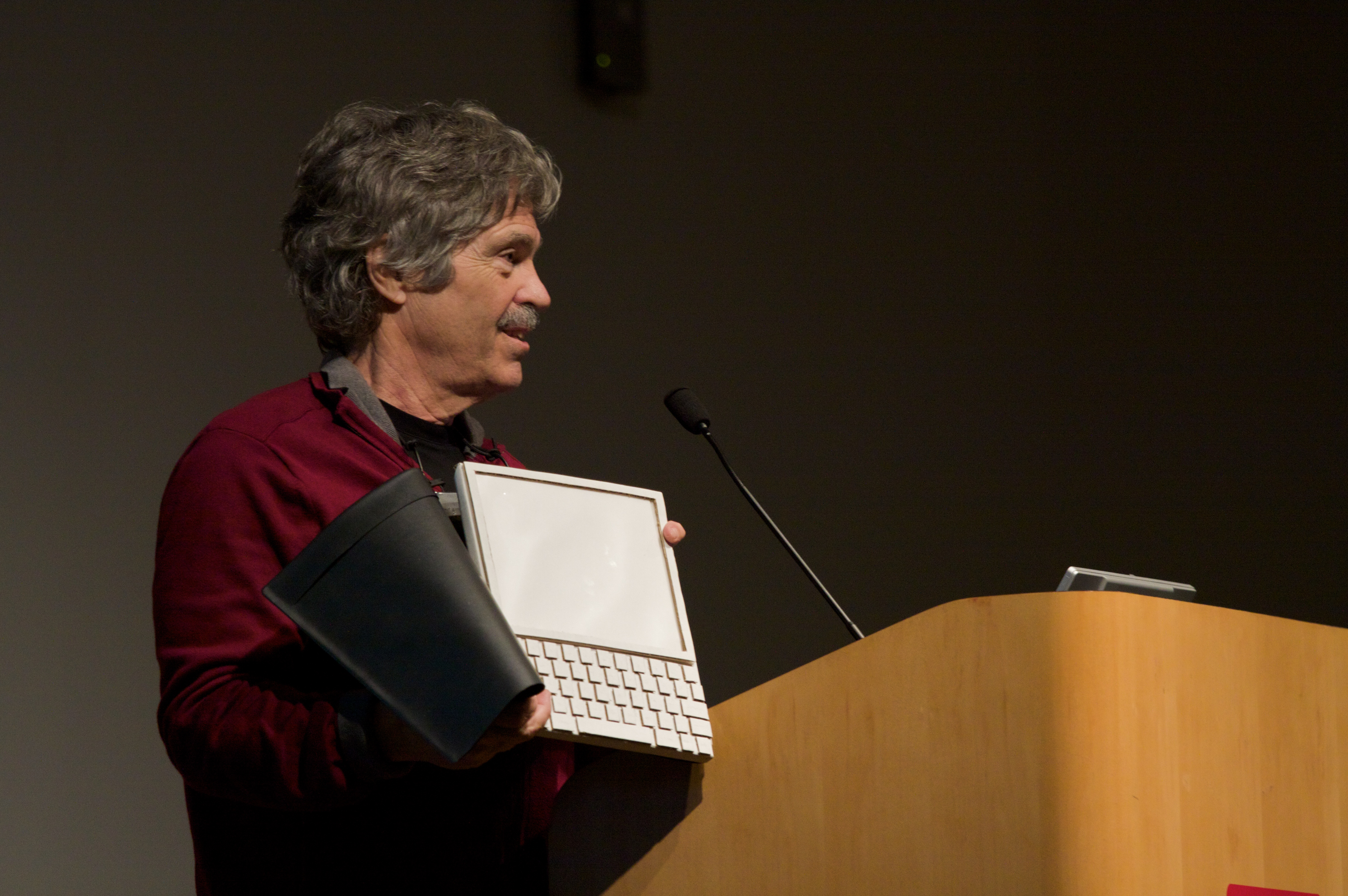
Alan Kay a prototyp Dynabooku

Dynabook je první přenosný osobní počítač, vytvořený Alanem Kayem v 70. letech v laboratořích firmy Xerox v Palo Alto v USA. Již v té době hovořil Kay o plochých displejích či o bezdrátových sítích.
Koncept Dynabooku vedl k vytvoření objektově orientovaného programovacího jazyka a operačního systému Smalltalk a také k prvnímu PDA firmy Apple – Apple Newton.[zdroj?]